# Senza guapparia
Senza guapparia è una compilation del 2010 di Mario Merola.

## Tracce
- E varchetelle (3:19)
- Luna dispettosa (3:23)
- Fantasia (2:32)
- Canzone marinaresca (3:14)
- Surdate (2:50)
- Nu capriccio (3:20)
- Surriento d' 'e nnammurate (2:40)
- A voce 'e mamma (3:32)
- Allegretto...ma non troppo (3:03)
- Senza guapparia (3:37)
- Pusilleco addiruso (1:54)
- O mare 'e Mergellina (3:39)